# Antoine Redier (uitvinder)

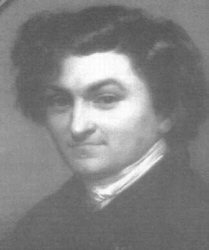
Antoine Redier

Jean Antoine Joseph Redier (Perpignan, 25 december 1817 - Parijs, 30 december 1892) was een Frans horlogemaker en uitvinder.

## Loopbaan
Rediers vader was goudsmid in Perpignan en later in Montpellier. Redier kon zich op zijn 15e, door tussenkomst van een familievriend François Arago, inschrijven in de École d'horlogerie in Parijs. Na zijn opleiding werkte hij drie jaar bij horlogemaker Henri Robert. In 1838 moest hij in militaire dienst maar na enkele maanden kon hij zich vrijkopen met geld verworven door een uitvinding. In 1842 nam hij een horlogezaak over gelegen aan de place du Châtelet in Parijs.
Redier deed tientallen uitvindingen op het gebied van meetinstrumenten: uurwerken, barometers, thermometers, pluviometers, weegschalen, enzovoort. Hij ontwikkelde een methode om op grote schaal barometers zonder kwik te fabriceren. Tijdens de Frans-Duitse Oorlog vervolmaakte hij de massa-productie van naalden voor het Chassepot-naaldgeweer van het Franse leger.
Voor zijn verdiensten werd hij in 1863 ridder en in 1878 officier in het Legioen van Eer.

## Privé-leven
Redier huwde en kreeg 14 kinderen. Hij was de grootvader van de Franse schrijver Antoine Redier (1873-1954).